# Sipin
Sipin is een bestuurslaag in het regentschap Ogan Komering Ulu Selatan van de provincie Zuid-Sumatra, Indonesië. Sipin telt 1718 inwoners (volkstelling 2010).